# هیوندای آیونیک ۵
هیوندای آیونیک ۵ یک کراس‌اوور کوچک برقی تولید شده توسط هیوندای است. این خودرو اولین محصولی است که با برند آیونیک متمرکز بر اتومبیل‌های برقی به بازار عرضه می‌شود. این خودرو برای اولین بار در ۲۳ فوریه ۲۰۲۱ در سطح جهانی دیده شد.

## بررسی اجمالی

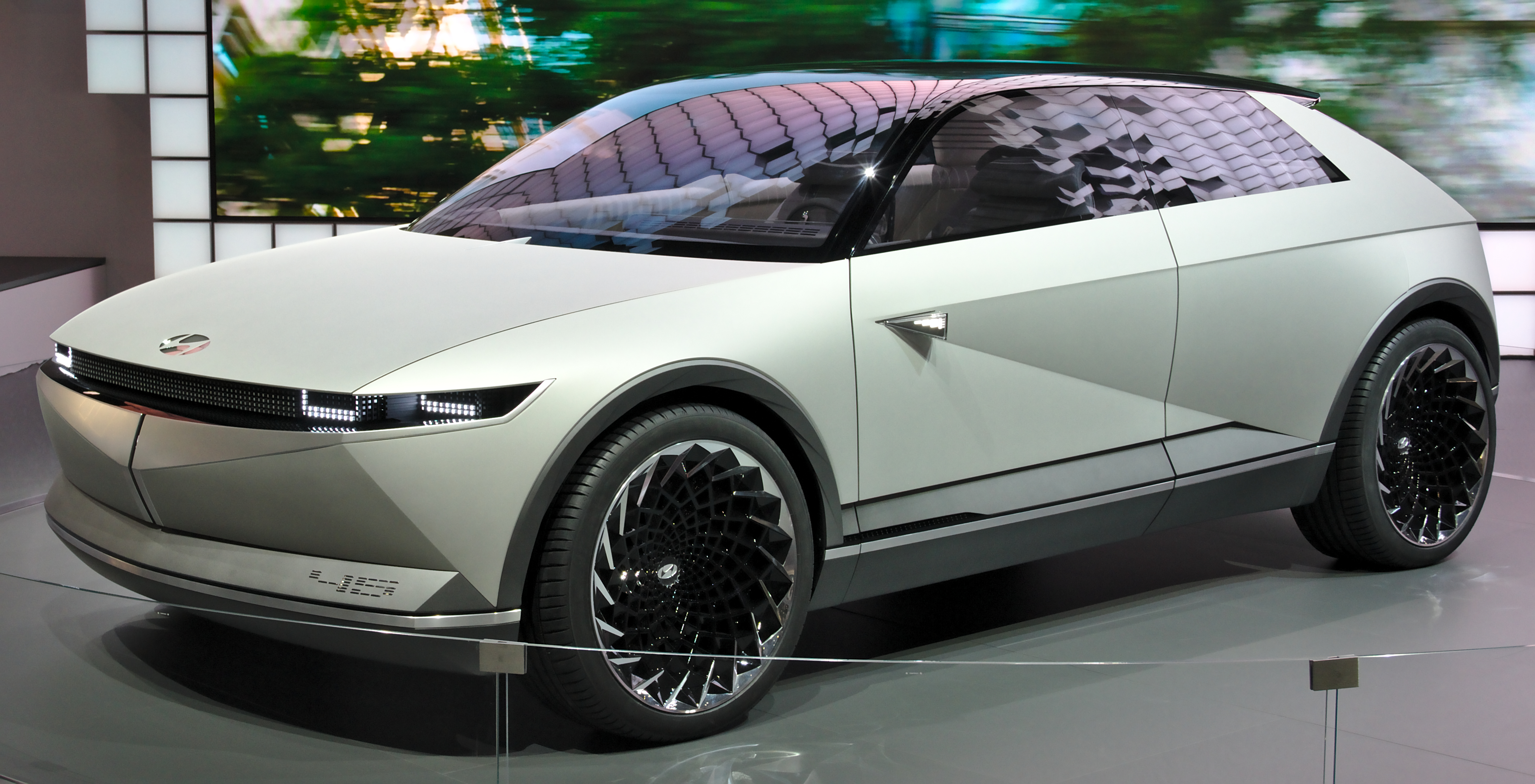
هیوندای ۴۵ ئی‌وی

پیش‌نمونهٔ این خودرو در خودروی مفهومی هیوندای ۴۵ ئی‌وی ارائه شد که در نمایشگاه اتومبیل فرانکفورت در سپتامبر ۲۰۱۹ رونمایی شد. هم مدل مفهومی و هم نسخه تولید انبوه از خودروی هیوندای پونی الگو گرفته‌اند و از طراحی پیکسل پارامتریک برخوردارند که روی چراغ‌های جلو، چراغ‌های عقب و چرخ‌ها اعمال می‌شود. کاپوت تاشوی این خودرو در کل عرض آن قرار دارد تا با چرخ‌های آیرودینامیکی ۲۰ اینچی جلوه ای زیبا داشته باشد.
این خودرو با کد پروژه ان‌ئی توسعه یافته و اولین خودرویی است که بر اساس پلت‌فرم خودروی الکتریکی گروه هیوندای موتور به نام Hyundai Electric-Global Modular Platform (E-GMP) ساخته شده‌است. سکوی اختصاصی وسایل نقلیه الکتریکی این وسیله را قادر می‌سازد که کف داخلی کاملاً مسطحی با فاصله دو محور ۳ متری داشته باشد. کف تخت به مهندسین هیوندای امکان می‌دهد یک کنسول مرکزی جلویی کشویی تولید کنند، که می‌تواند تا ۱۴۰ میلیمتر (۵٫۵ اینچ) ظرفیت بار ۵۳۱ لیتر (۱۸٫۸ فوت مکعب) پشت صندلی‌های عقب که می‌توان آن را به نزدیک به ۱٬۶۰۰ لیتر (۵۷ فوت مکعب) با صندلی‌های ردیف دوم تا شده رساند.
داشبورد توسط دو صفحه نمایش ۱۲ اینچی احاطه شده‌است، یکی برای نمایشگر کیلومتر و دیگری برای سیستم سرگرمی در زیر یک قطعه شیشه. آیونیک ۵ مجهز به سامانه هاد با پشتیبانی از واقعیت افزوده است. بسیاری از قطعات داخلی این خودرو از مواد بازیافتی، از جمله بطری‌های پلاستیکی ساخته شده‌اند. سقف این خودرو مجهز به یک سانروف بسیار بزرگ است.
آیونیک ۵ همچنین دارای یک صندوق عقب در جلو است که دارای ۵۷ لیتر (۲٫۰ فوت مکعب) ظرفیت در نسخه محور عقب و تمام نسخه‌های آمریکای شمالی است، در حالی که مدل تمام چرخ محرک (به جز آمریکای شمالی) به دلیل اجزای مکانیکی اضافی در زیر برای پشتیبانی از موتور الکتریکی جلو دارای ظرفیت صندوق ۲۴ لیتر (۰٫۸۵ فوت مکعب) است.

این خودرو توانایی شارژ تجهیزات الکتریکی از طریق داخل خودروی V2L (وسیله نقلیه برای بارگیری) دارد. این خودرو می‌تواند تا ۳٫۶ کیلووات نیرو را از پورتی که در زیر صندلی‌های عقب نصب شده و از پورت دیگری که در خارج نصب شده تأمین کند. پورت خارجی حتی در صورت خاموش بودن خودرو قادر به تأمین نیرو است.

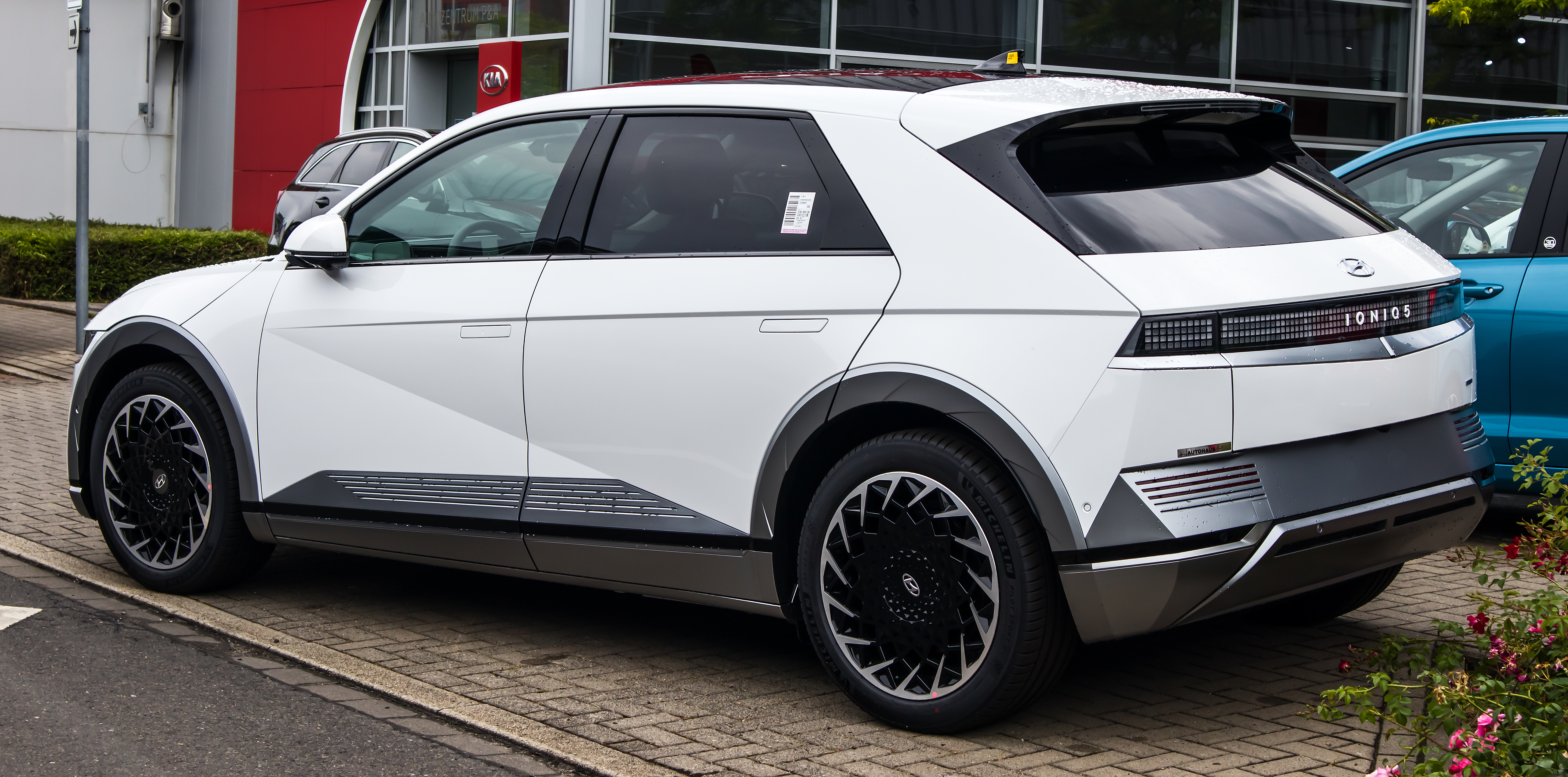
نمای عقب
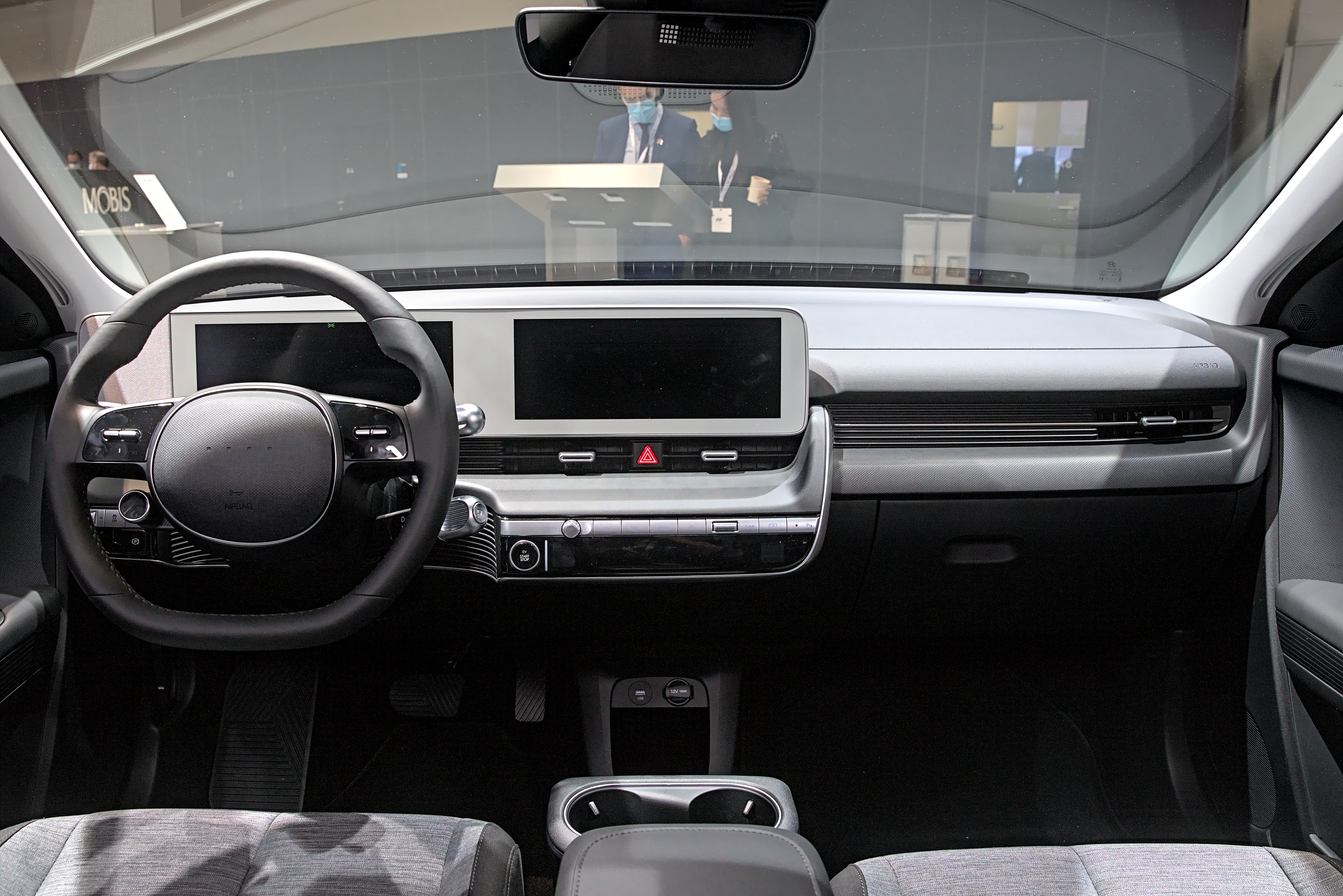
نمای داخلی

### هیوندای ۴۵ ئی‌وی
خودروی مفهومی هیوندای ۴۵ ئی‌وی در نمایشگاه بین‌المللی خودروی آلمان ۲۰۱۹ در فرانکفورت به نمایش درآمد. عدد «۴۵»کدر نام این خودرو هم چهل و پنجمین سالگرد هیوندای پونی و هم زوایای ۴۵ درجه‌ای در طراحی این خودروی مفهومی را توصیف می‌کند. در آن زمان، هیوندای زبان طراحی این خودروی مفهومی را «اسپورت حسی» نامید و چراغ‌های جلو و عقب را دارای تم «مکعب جنبشی» توصیف کرد.

### روبوتاکسی
آیونیک ۵ روبوتاکسی در ۳۱ اوت ۲۰۲۱ رونمایی شد و در نمایشگاه بین‌المللی خودروی آلمان در ۶ سپتامبر ۲۰۲۱ به نمایش درآمد.

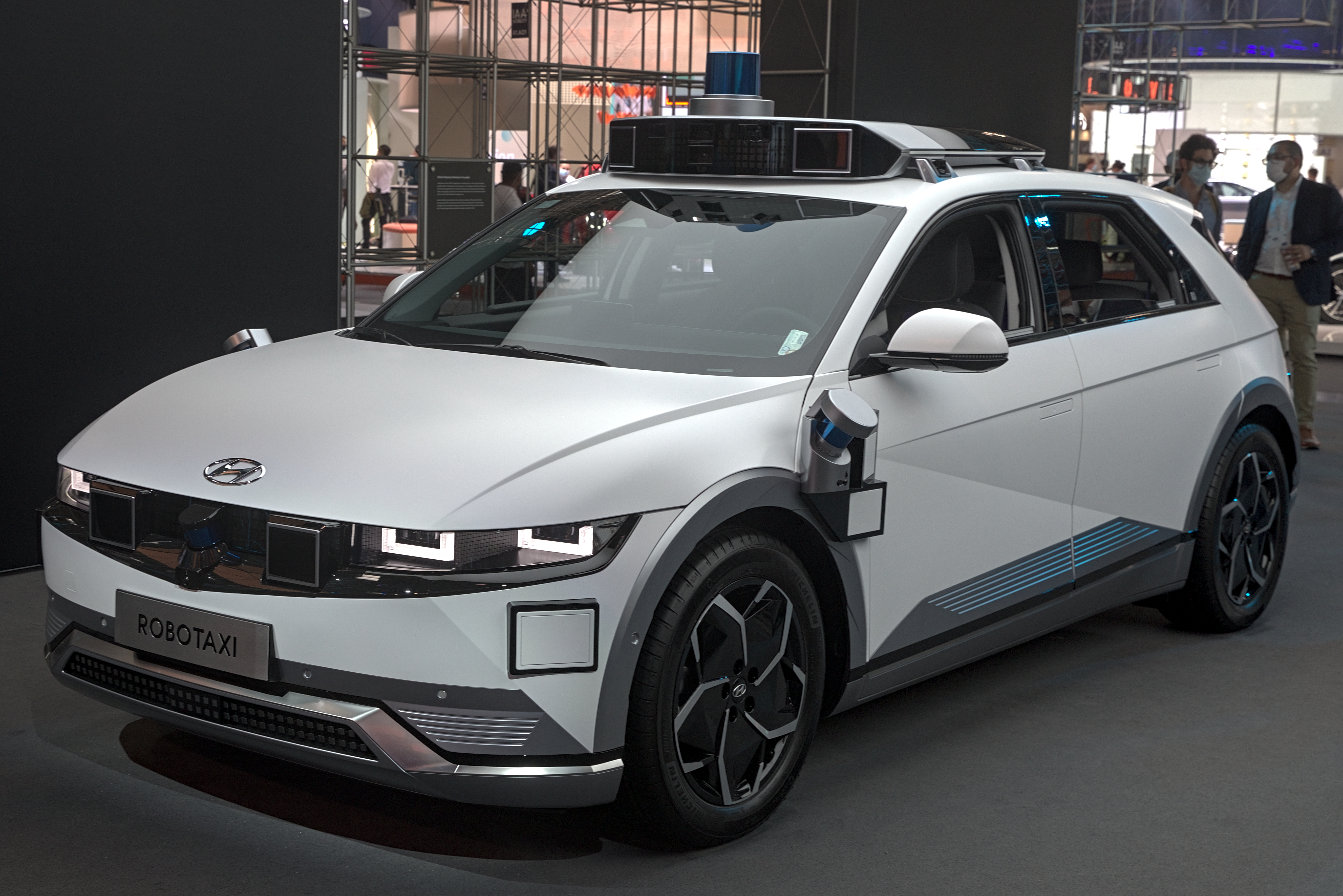
روبوتاکسی
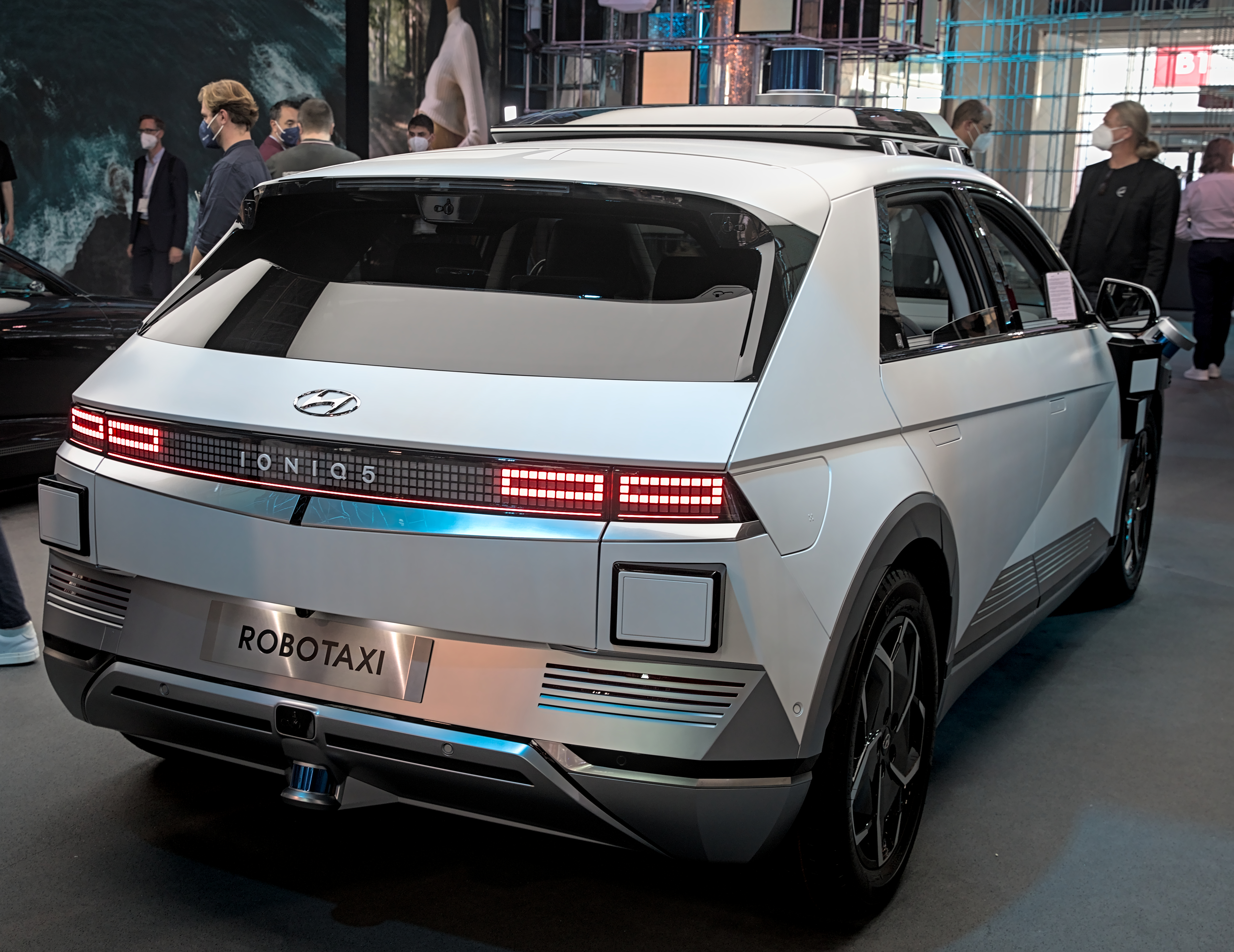
نمای عقب

## پیشرانه
این خودرو با گزینه‌های ظرفیت ۵۸ کیلووات ساعت و ۷۲٫۶ کیلووات ساعت ظرفیت باتری در دسترس است، در حالی که نسخه آمریکای شمالی تنها با باتری ۷۷٫۴ کیلووات ساعت در دسترس خواهد بود. حداکثر سرعت این خودرو ۱۸۵ کیلومتر بر ساعت (۱۱۵ مایل بر ساعت) است.
این باتری می‌تواند ۸۶ کیلومتر را در ۵ دقیقه یا از ۱۰ تا ۸۰ درصد در ۱۸ دقیقه یا ۳۷۵ کیلومتر را در عرض نیم ساعت شارژ مجدد کند. این خودرو همچنین به قابلیت شارژ ۸۰۰ ولت با استفاده از شارژر ۳۵۰ کیلووات مجهز است. اینورتر ۸۰۰ ولت از Vitesco Technologies، یک شرکت تابعه از گروه کونتیننتال آگ تهیه شده‌است. نسخهٔ محور عقب ۷۲٫۶ کیلووات ساعت این خودرو با پنج دقیقه شارژ طبق استانداردهای WLTP توانایی پیمایش ۱۰۰ کیلومتر (۶۲ مایل) را دارد.
| باتری             | محور محرک     | قدرت | گشتاور | ۰ تا ۱۰۰ کیلومتر بر ساعت (رسمی) | پیمایش                                                                            | حداکثر سرعت                            |
| ----------------- | ------------- | --- | --- | ------------------------------- | --------------------------------------------------------------------------------- | -------------------------------------- |
| ۵۸ کیلووات ساعت   | محور عقب      | ۱۲۵ کیلووات (۱۷۰ اسب بخار متری؛ ۱۶۸ اسب بخار) | ۳۵۰ نیوتن متر (۳۵٫۷ کیلوگرم متر؛ ۲۵۸ پوند-فوت) | ۸٫۵ ثانیه                       | نامعلوم                                                                           | ۱۸۵ کیلومتر بر ساعت (۱۱۵ مایل بر ساعت) |
| ۵۸ کیلووات ساعت   | تمام چرخ محرک | ۵۳ کیلووات (۷۲ اسب بخار متری؛ ۷۱ اسب بخار) (موتور جلو) ۱۲۰ کیلووات (۱۶۳ اسب بخار متری؛ ۱۶۱ اسب بخار) (موتور عقب)                                                         | ۲۵۵ نیوتن متر (۲۶٫۰ کیلوگرم متر؛ ۱۸۸ پوند-فوت) (موتور جلو) ۳۵۰ نیوتن متر (۳۵٫۷ کیلوگرم متر؛ ۲۵۸ پوند-فوت) (موتور عقب) ۶۰۵ نیوتن متر (۶۱٫۷ کیلوگرم متر؛ ۴۴۶ پوند-فوت) (ترکیبی) | ۶٫۱ ثانیه                       | نامعلوم                                                                           | ۱۸۵ کیلومتر بر ساعت (۱۱۵ مایل بر ساعت) |
| ۷۲٫۶ کیلووات ساعت | محور عقب      | ۱۶۰ کیلووات (۲۱۸ اسب بخار متری؛ ۲۱۵ اسب بخار) | ۳۵۰ نیوتن متر (۳۵٫۷ کیلوگرم متر؛ ۲۵۸ پوند-فوت) | ۷٫۴ ثانیه                       | ۴۸۰ کیلومتر (۲۹۸ مایل) (WLTP)                                                     | ۱۸۵ کیلومتر بر ساعت (۱۱۵ مایل بر ساعت) |
| ۷۲٫۶ کیلووات ساعت | تمام چرخ محرک | ۷۰ کیلووات (۹۵ اسب بخار متری؛ ۹۴ اسب بخار) (موتور جلو) ۱۵۵ کیلووات (۲۱۱ اسب بخار متری؛ ۲۰۸ اسب بخار) (موتور عقب) ۲۲۵ کیلووات (۳۰۶ اسب بخار متری؛ ۳۰۲ اسب بخار) (ترکیبی)  | ۲۵۵ نیوتن متر (۲۶٫۰ کیلوگرم متر؛ ۱۸۸ پوند-فوت) (موتور جلو) ۳۵۰ نیوتن متر (۳۵٫۷ کیلوگرم متر؛ ۲۵۸ پوند-فوت) (موتور عقب) ۶۰۵ نیوتن متر (۶۱٫۷ کیلوگرم متر؛ ۴۴۶ پوند-فوت) (ترکیبی) | ۵٫۲ ثانیه                       | نامعلوم                                                                           | ۱۸۵ کیلومتر بر ساعت (۱۱۵ مایل بر ساعت) |
| ۷۷٫۴ کیلووات ساعت | محور عقب      | ۱۶۸ کیلووات (۲۲۸ اسب بخار متری؛ ۲۲۵ اسب بخار) | ۳۵۰ نیوتن متر (۳۵٫۷ کیلوگرم متر؛ ۲۵۸ پوند-فوت) | نامعلوم                         | ۴۸۲ کیلومتر (۳۰۰ مایل)                                                            | ۱۸۵ کیلومتر بر ساعت (۱۱۵ مایل بر ساعت) |
| ۷۷٫۴ کیلووات ساعت | تمام چرخ محرک | ۷۴ کیلووات (۱۰۱ اسب بخار متری؛ ۹۹ اسب بخار) (موتور جلو) ۱۶۵ کیلووات (۲۲۴ اسب بخار متری؛ ۲۲۱ اسب بخار) (موتور عقب) ۲۳۹ کیلووات (۳۲۵ اسب بخار متری؛ ۳۲۱ اسب بخار) (ترکیبی) | ۶۰۵ نیوتن متر (۶۱٫۷ کیلوگرم متر؛ ۴۴۶ پوند-فوت) (ترکیبی) | کمتر از ۵ ثانیه                 | ۴۳۳ کیلومتر (۲۶۹ مایل) (مدل‌های اس‌ئی و اس‌ئی‌ال) ۳۸۶ کیلومتر (۲۴۰ مایل) (مدل لیمیتد) | ۱۸۵ کیلومتر بر ساعت (۱۱۵ مایل بر ساعت) |

## فروش
| سال  | کره جنوبی | ایالات متحده | جهان   |
| ---- | --------- | ------------ | ------ |
| ۲۰۲۱ | ۲۲٬۶۷۱    | ۱۵۳          | ۶۵٬۹۰۶ |

## جوایز
- خودروی سال ۲۰۲۱، خودروی اندازه متوسط شرکتی سال ۲۰۲۱ و برترین خودروی برقی ۲۰۲۱ از اتو اکسپرس در مراسم خودروی جدید ۲۰۲۱.[۲۷]
- برندهٔ جایزهٔ طلایی آی‌دی‌ئی‌ای دیزاین
- خودروی سال ۲۰۲۲ نیوزیلند[۲۸]
- خودروی سال ۲۰۲۲ آلمان
- جوایز بهترین خودروی وارداتی سال ۲۰۲۲ اتو بیلد، برندهٔ ردهٔ «خودروهای برقی».
- جایزهٔ بهترین خودروی برقی ۲۰۲۲ از اتو زیتونگ، با به‌دست آوردن بیشترین امتیاز در میان خودروهای برقی.
- جایزهٔ بهترین طراحی در مراسم برقی ۲۰۲۱ تخت گاز.
- جوایز خودروی سال ۲۰۲۲ جهان، خودروی برقی سال جهان و زیباترین خودروی سال جهان از جوایز جهانی خودرو.[۲۹]